# 馬特·米德
馬特·米德（英語：Matt Mead；1962年3月11日—）是美國的一位政治人物。馬特·米德自2011年開始擔任第32任懷俄明州州長。黨籍是共和黨。在踏入政壇之前，米德曾經是一位律師。2010年，米德首次當選懷俄明州州長。